# For the Show
For the Show är en låt framförd av Melanie Wehbe i Melodifestivalen 2023. Låten som deltog i den tredje deltävlingen, gick vidare till semifinal.
Låten är skriven av David Lindgren Zacharias, Herman Gardarfve och artisten själv.